# MŠK Novohrad Lučenec
MŠK Novohrad Lučenec (celým názvem: Mestský športový klub NOVOHRAD Lučenec) je slovenský fotbalový klub, který sídlí ve městě Lučenec v Banskobystrickém kraji. Založen byl v roce 2013, původně jako mládežnický klub. Teprve v sezóně 2016/17 byl založen první mužský oddíl. Od sezóny 2016/17 působí ve třetí fotbalové lize, sk. Střed.
Své domácí zápasy odehrává na městském stadionu Lučenec s kapacitou 4 500 diváků.

## Historické názvy
Zdroj:
- 2013 – ŠK Novohrad Lučenec (Športový klub Novohrad Lučenec)
- 2016 – převzetí družstev z FK LAFC Lučenec ⇒ název nezměněn

## Umístění v jednotlivých sezonách
Stručný přehled
Zdroj:
- 2016–: 3. liga – sk. Střed

Jednotlivé ročníky
Zdroj:
Legenda: Z – zápasy, V – výhry, R – remízy, P – porážky, VG – vstřelené góly, OG – obdržené góly, +/− – rozdíl skóre, B – body, červené podbarvení – sestup, zelené podbarvení – postup, fialové podbarvení – reorganizace, změna skupiny či soutěže
| Slovensko (2016–) |                     |        |    |    |   |    |    |    |     |    |        |
| Sezóny            | Liga                | Úroveň | Z  | V  | R | P  | VG | OG | +/− | B  | Pozice |
| 2016/17           | 3. liga – sk. Střed | 3      | 28 | 12 | 6 | 10 | 43 | 46 | −3  | 42 | 7.     |
| 2017/18           | 3. liga – sk. Střed | 3      | 30 |    |   |    |    |    |     |    |        |